# José Salah
Alejandro José Salah Jaque (Santiago del Cile, 1º agosto 1920 – ...) è stato un pallanuotista cileno, che ha partecipato alle Olimpiadi estive di Londra 1948, assieme al fratello Teodoro.